# Z. Nagy Ferenc
Z. Nagy Ferenc (Zádori Nagy Ferenc, Dévaványa, 1899. szeptember 2. – Budapest, 1977. május 18.) magyar gazdálkodó, agrárpolitikus.

## Élete
Z. Nagy Ferenc 1899-ben született Dévaványán, gazdagparaszti családban. Szülei közel 200 holdon gazdálkodtak. A polgári iskola négy osztályát Mezőberényben végezte el. Az első világháborúban 1917-től tüzérként harcolt, az őszirózsás forradalom után ezrede bizalmijaként a katonatanács tagja lett. 1919-ben belépett a Nemzeti Hadseregbe. 1921-ben szerelt le, és a következő évtől Szeghalmon gazdálkodott 105 holdas bérleményén. 1928-ban 100 hold földet vásárolt, és azon gazdálkodott. 1930-ban a dévaványai gazdakör elnöke lett.
1931-ben belépett a Független Kisgazda-, Földmunkás- és Polgári Pártba (FKgP), amelynek egy év múlva helyi elnöke, Szolnok vármegyei pártigazgatója, és országos nagyválasztmányának tagja lett. 1934-ben a kunhegyesi időközi választáson, majd egy évre rá az általános választásokon is a második helyen végzett. Az 1939-es választásokon csak harmadik lett a karcagi választókerületben, a megyei listán pedig nem jutott mandátumhoz. A választási kampányokat saját vagyonából finanszírozta, így elszegényedett. 1941-ben felesége örökségéből és bankkölcsön felvételével 60 hold földet vásárolt, ahol tanyát épített, és 1945-ig ott gazdálkodott. 1944. március 20-tól augusztus 30-ig rendőri felügyelet alatt állt.
A második világháborút követően részt vett pártja újjászervezésében. 1945 áprilisában az FKgP Szolnok vármegyei elnöke lett, tagja volt a Dévaványai Nemzeti Bizottságnak. 1945. augusztus 20-tól a párt Országos Intézőbizottságának tagja volt. Az 1945-ös választásokon, november 4-én a párt Szolnok megyei listáján nemzetgyűlési képviselői mandátumot szerzett. A nemzetgyűlésben a FKgP parlamenti csoportjának titkára lett. A párt paraszti szárnyának egyik vezetője volt. 1946. szeptember 7-től 1947 szeptemberéig a Független Kisgazdapárt Politikai Bizottságának tagja volt. 1945 és 1947 között tagja volt az Országos Társadalombiztosító Intézet elnökségének és a Mezőgazdasági Szövetkezeti Központ igazgatóságának is, az Országos Földbirtokrendező Tanács tagjaként pedig szerepet játszott a földreform végrehajtásában.
1947. július 1-én a Magyar Országos Szövetkezeti Központ igazgatóságának tagja lett. Nagy Ferenc lemondatása után, 1947. június 6-tól szeptember 12-ig a kisgazdapárt ügyvezető alelnöke és a választási bizottság tagja volt. 1947. augusztus 31-én ismét képviselővé választották. 1947 novemberétől 1949 július végéig a tanyáján gazdálkodott. 1948 decemberében le akart mondani a mandátumáról, de meggondolta magát, és pártonkívüliként mégis elindult az 1949. évi választásokon, ahol harmadszor is bekerült a törvényhozásba, 1967. január 28-ig folyamatosan az Országgyűlés tagja volt. 
1949-ben földjét és tanyáját felajánlotta az államnak, augusztus 1-től pedig a Földművelésügyi Minisztérium Állami Gazdaságok Főigazgatóságának előadója lett. 1952. július 1-től a központi szőlő-, gyümölcs- és zöldségtermelő állami gazdaságok agronómusaként, 1953. január 1-től októberig pedig a Gombatermelő Vállalat trágyabeszerzőjeként dolgozott. 1953. október 1-én a Kül- és Belkereskedelmi Minisztérium Állami Gazdaságok Tröszt növénytermelési előadója, majd 1955. január 1-től az Állami Gazdaságok Pest–Nógrád Megyei Termelési Igazgatóságának főelőadója lett. 
1956 májusától 1966-ig az országgyűlés mezőgazdasági bizottságának elnöke volt. Az 1956-os forradalom alatt részt vett a Független Kisgazdapárt újjászervezésében. 1958 és 1963 között pedig a Központi Népi Ellenőrzési Bizottság elnökhelyetteseként működött. 1956 után jelentős szerepet vállalt a konszolidációban és a mezőgazdaság szocialista átszervezésében. Kádár János 1957 május 9-én elmondott „kormánybeszámolója" után egy nappal felszólalásában támogatásáról biztosította Kádárt. 1957-től haláláig a Hazafias Népfront Országos Tanácsának tagja, 1960 és 1968 között alelnöke volt. 1960-tól 1966-ig az Országos Agráregyesület alelnöki tisztségét is betöltötte. 1977-ben hunyt el Budapesten.